# Schwimmlot
Das Schwimmlot (im engl. auch als inverted plumb line bezeichnet) ist ein Aufbau zur Bestimmung der Lotlinie und deren Abweichungen. Dies dient im Hoch- und Tiefbau für Betrachtungen des Verhaltens und der Standsicherheit.
Anstatt wie bei normalen Schnurpendelloten (Gewichtslot) ein Gewicht zum Spannen eines Drahts am unteren Ende zu verwenden, wird der Lotdraht beim Schwimmlot am untersten Punkt verankert und die Lotspannung durch den Auftrieb (statischer Auftrieb) eines am oberen Ende befindlichen Schwimmkörpers erzeugt, der sich in einem öl- oder wassergefüllten Behälter frei bewegen kann. Dadurch wird der Draht so ausgerichtet, dass er eine Lotrechte durch den Fixpunkt darstellt.
Zur manuellen Messung kann ein Koordiskop, für die automatisierte Messung ein Telelot montiert werden.

## Anwendung bei Talsperren
Von einem Kontrollgang im Fuß der Talsperre aus wird eine vertikale Bohrung ausgeführt, die so tief in den Untergrund reicht, dass davon ausgegangen werden kann, dass sich dieser Punkt auch bei Bewegungen der Sperre nicht verschiebt.
Dadurch ist es möglich, Verschiebungen der Sperre gegenüber dem Untergrund zu ermitteln. Meist wird Schwimmlot und ein Gewichtslot so ausgeführt, dass sich diese rechnerisch miteinander koppeln lassen. Dadurch wird es möglich die relativen Verschiebungen, die mit dem Gewichtslot ermittelt werden, absolut gegenüber dem Fixpunkt des Schwimmlotes zu referenzieren.
Durch Verwendung einer Lotdraht-Auslenksonde kann in jeder Tiefe der Bohrung ein Punkt als temporärer Fixpunkt angenommen und die entsprechende Auslenkung des Lotdrahts abgelesen werden. Dadurch wird es möglich die Biegelinie zu bestimmen.

Die Auslenksonde besteht aus einem Führungsrohr mit Längsschlitz, welches durch an den Enden montierte Rollen mittig in der Bohrung geführt wird. Der Lotdraht wird durch den Längsschlitz in die Sonde geführt und in dieser durch weitere Rollen zentrisch gehalten. Danach wird die Sonde in die Bohrung eingesetzt und über ein Zugseil auf die gewünschte Tiefe hinuntergelassen.